# Ferrovia Teglio Veneto-Bertiolo-Udine
La ferrovia Teglio Veneto-Bertiolo-Udine è una linea ferroviaria incompiuta del Friuli-Venezia Giulia. Fu costruita in parte e per quanto attiene alla sola sede stradale, ma non fu completata e aperta all'esercizio. Avrebbe collegato Teglio Veneto, sulla ferrovia Casarsa-Portogruaro, a Udine.

## Storia
La linea venne progettata dopo la prima guerra mondiale allo scopo di favorire le comunicazioni tra Portogruaro e il Friuli. La linea era ritenuta essenziale dallo Stato Maggiore dell'esercito in caso di guerra sul fronte orientale.
La ferrovia fu effettivamente costruita (come la coeva ferrovia Bertiolo-Palmanova-Savogna) da Teglio Veneto a Bertiolo e da qui fino a Sclaunicco, presso Campoformido, mentre oltre questa località rimasero solo molti espropri.
I lavori di costruzione iniziati negli anni venti furono sospesi in seguito alla crisi economica dell'inizio degli anni trenta. Ripresi nel secondo dopoguerra con il rinnovato scopo di costruire una direttissima a doppio binario tra Udine e Portogruaro che avrebbe accorciato la distanza tra Venezia e il capoluogo friulano (con raddoppio anche del tratto Portogruaro-Teglio Veneto di cui fu predisposta la sede compresa quella della nuova stazione di diramazione di Teglio), vennero definitivamente sospesi intorno agli anni sessanta poco dopo la conclusione del grande ponte sul Tagliamento presso Madrisio di Varmo. La sua costruzione si è fermata quando ormai era quasi alle porte di Udine. Il Decreto di abbandono risale all'ottobre 1967 "Marcello Ferri", La linea Portogruaro-Udine, 10 settembre 1996. Successivamente la sede fu trasformata in una strada provinciale - detta appunto "La Ferrata" - che assume le seguenti denominazioni: SP93 (VE), SP40 (PN), ed SP95 (UD).

## Caratteristiche
| Continuation backward |

|  | Stop on track |

|  | Unknown route-map component "eBHF" |

|  | Unknown route-map component "exLSTR" + One way leftward | Unknown route-map component "CONTfq" |

| Unknown route-map component "exLSTR+GRZq" |

| Unknown route-map component "exLBHF" |

| Unknown route-map component "exhLKRZWae" |

| Unknown route-map component "exLBHF" |

| Unknown route-map component "exLBHF" |

| Unknown route-map component "exLCONTgq" | Unknown route-map component "exLABZgr" |  |

| Unknown route-map component "exLBHF" |

|  | Unknown route-map component "exLSTR" + Unknown route-map component "STR+l" | Unknown route-map component "CONTfq" |

| Unknown route-map component "CONTgq" | Unknown route-map component "ABZg+r" |  |

| Station on track |

| Continuation forward |